# ماسيمو مانشيني
ماسيمو مانشيني (بالإيطالية: Massimo Mancini)‏ (23 أغسطس 1955 ليفورنو إيطاليا - ) هو لاعب كرة قدم إيطالي، يلعب كلاعب وسط.

## مسيرته

### مسيرته مع الأندية
- 1977 - 1978 لعب مع نادي إمبولي 38 مباراة.
- 1978 - 1983 لعب مع نادي كومو 156 مباراة سجل خلالها 4 أهداف.
- 1983 - 1984 لعب مع نادي بيروجيا 24 مباراة سجل خلالها هدف.
- 1984 - 1985 لعب مع نادي أنكونا 34 مباراة سجل خلالها هدف.
- 1986 - 1990 لعب مع ASD Cecina [الإنجليزية]‏ 57 مباراة سجل خلالها هدف.